# Draba staintonii
Draba staintonii là một loài thực vật có hoa trong họ Cải. Loài này được Jafri ex H.Hara mô tả khoa học đầu tiên năm 1979.